# Lars Fuhre (formgivare)
Lars Fuhre, född 1965, är en svensk grafisk formgivare och affischkonstnär.
Fuhre var lektor på Beckmans designhögskola 1994–2014. Han arbetade tidigare som creative director för Orrefors glasbruk och har även utfört uppdrag för Moderna museet och Nationalmuseum. Hans konst består av typografiska bilder som ibland tolkas som provocerande. Han startade grafikverkstaden Fuhre Design AB 2000. Fuhre finns representerad vid Nationalmuseum i Stockholm.